# Beka Records
Pour les articles homonymes, voir Beka.
Beka Records  est un Label discographique allemand actif de 1903 à 1925. Avant la Seconde Guerre mondiale, Beka produit également des disques phonographiques pour le Royaume-Uni sous le nom de Beka-Grand Records. L'entreprise devient une filiale de la Carl Lindström Company (en) qui est rachetée en 1926 par Columbia Graphophone Company.